# ヴェルダン条約

ヴェルダン条約で定められた国境
西フランク王国
中フランク王国
東フランク王国

ヴェルダン条約（ヴェルダンじょうやく、独：Vertrag von Verdun、仏：Traité de Verdun）は、843年8月にヴェルダンで結ばれた、フランク王国（カロリング朝）の王ルートヴィヒ1世（敬虔王、ルイ1世）の死後、遺子であるロタール、ルートヴィヒ、カールがフランク王国を3分割して相続することを定めた条約。
この条約によって西フランク王国・中フランク王国・東フランク王国が誕生し、それぞれ現在のフランス・イタリア・ドイツの原型が形成された。870年メルセン条約が再画定した。

## 背景
ピピンの寄進がレバントの情勢と関係し基本背景を成している。

### 帝国整備令
814年にカール大帝が歿すると、彼の後を継いだルートヴィヒ敬虔王は817年、「帝国整備（計画）令（Ordinatio Imperii）」を発布。長男ロタールを共同統治者とすると共に、ロタールには王国本土を、次男ピピンと三男ルートヴィヒにはそれぞれアクィタニアとバイエルンとを与える分割統治案を定め、分権的統一王国の創出を図った。
フランク族には「領土相続権を長子のみに与えるのではなく、分割相続させる」という慣習が存在した。帝国計画令は、この分割相続の理念と統一国家維持の理念との妥協点を見出すために発布されたものであった。

### 争奪
しかし、823年に第2妃ユーディットとの間に末弟カールが誕生すると、彼を偏愛する敬虔王はカールが不利益を被ることを避けるため、831年、国土分割的理念を新たな統治案に盛り込み、カールにも領土を与えることを決めた。
ロタールら3兄は、手中に収まるはずの領土が削減されたことに不満を募らせた。
リヨン大司教アゴバルト（Agobard）ら有力聖職者もこの案に反発した。統一王国の理念を奉じ、832年に3兄が敬虔王への反乱を企てた際には、これを支持。翌833年に敬虔王は廃位された。しかし、その後行われた3兄間の取引は決裂、更に834年に復位を果たした敬虔王は、なおもカールに有利な分割案に執着した。この相続争いは、838年にピピンが死去したことにより、一層激化した。

### 妥結
840年に敬虔王が薨去するに至って、領土を巡る兄弟の対立は頂点を迎えた。841年、フォントノワの戦いで3者は会戦。王国全土を領有せんとするロタールに対し、ルートヴィヒとカールは同盟を結び、ロタール軍を撃破した。更に翌842年、ストラスブールの誓約で2人は同盟関係を再確認、国土の分割をロタールに迫った。こうした圧力の結果、843年8月10日にルートヴィヒとカールはヴェルダンにおいて、王国を3分する案をロタールに呑ませた。ロタールの野望はここに潰えたのである。

## 内容
条約の本文は散逸しているが、同時代の年代記によってその概略が伝えられている。
ロタールは中部フランク及びイタリア北部、それに神聖ローマ皇帝の位を獲得。皇帝ロタール1世を名乗るが、宗主権は失った。またルートヴィヒは東フランク王国を獲得して国王ルートヴィヒ2世（ドイツ人王）（ルイ2世）を、カールは西フランク王国を獲得して国王シャルル2世（禿頭王）（カール2世）を名乗った。
このうち中部フランクは、（ロタール1世の息子の）ロタールの名を冠するロタリンギアやアルザス、ロンバルディア、ブルグントより成る。なお、仏語の「ロレーヌ（Lorraine）」、独語の「ロートリンゲン（Lothringen）」は、ロタリンギアに由来する。
ロタールの死後、この地を巡って領土問題が再燃。870年のメルセン条約で一応の帰結をみるが、その後も仏独間の外交問題としてくすぶり続けた。
同条約は、分割相続というフランク族特有の概念を色濃く反映した結果であり、これによりフランク王国は事実上解体された。